# Fritillaria sporadum
Fritillaria sporadum là một loài thực vật có hoa trong họ Liliaceae. Loài này được Kamari miêu tả khoa học đầu tiên năm 1984.